# Slaget ved Tannenberg (1410)
 For alternative betydninger, se Slaget ved Tannenberg. (Se også artikler, som begynder med Slaget ved Tannenberg)
Slaget ved Tannenberg (1410) (polsk: Bitwa pod Grunwaldem (slaget ved Grunwald), litauisk: Žalgirio mūšis (slaget ved Žalgiris)) blev udkæmpet mellem styrker fra Polen-Litauen og Den Tyske Orden den 15. juli 1410.

## Baggrund
Efter at have gennemført et korstog i det baltiske område i 1226 blev Den tyske Orden af den polske hertug af Masovien, Konrad 1. af Masovien, forlenet med store landområder i Polen og Preussen. Men ordenens stormester Hermann von Salza valgte at give landområderne til Paven og skabte derved grundlaget for det, der skulle blive Preussen. I de efterfølgende århundreder udvidede ordenen sine besiddelser.
Polakkerne fastholdt kravet på området og førte flere krige mod Den tyske Orden indtil ordenens nederlag i Slaget ved Tannenberg i 1410.
I 1385 gik Litauen i forbund med kongeriget Polen, og året efter giftede storfyrsten af Litauen Jogaila sig med den polske dronning og modtog den polske trone. Han blev kristnet og tog navnet Władysław Jagiełło. 1401 overlod Jagiełło den litauiske storfyrstetitel til sin fætter Vytautas den Store, så han selv kunne koncentrere sig om de polske forhold.
Den tyske Ordens riddere hærgede og besatte både polske og litauiske landområder, men selv unionen mellem Litauen og Polen følte sig ikke stærk nok til at modstå ordenen.
Den 14. august 1409 erklærede ordenens stormester Ulrich von Jungingen krig mod Polen og Litauen, men foreslog samtidig en våbenhvile, da ingen af parterne var rede til kamp. Våbenhvilen skulle vare fra den 8. oktober 1409 til den 24. juni 1410.
Jagiello sendte spioner ind i ordenens område, og overalt i Polen og Litauen forberedte man sig på den kommende krig. Men også Den tyske Orden forberedte sig og tilkaldte hjælp fra Frankrig, England og Holland.
Men også Jagiello skaffede sig fremmed hjælp. Hans udsendige til Kijev fik tatarerne til at sende 1.500 ryttere, fra Bøhmen ville der komme 3.000 mand under Jan Sokol, og også Moldavien og Rusland ville sende hjælp, da de alle indså betydningen af det kommende slag.
I december 1409 mødtes Jagiełło, Vytautas og tatarernes leder Dzala-ed-din i Brest Litovsk (polsk: Brześć Litewski) for at planlægge, hvorledes de skulle nå Marienburg (polsk: Malbork) og knuse Den tyske Orden.
I 2. uge af juni 1410, kun 11 dage før våbenhvilens udløb, indfandt tre riddere fra Den tyske Orden sig hos kong Jagiełło. De ønskede at forlænge våbenhvilen, fordi riddere fra andre dele af Europa ønskede at deltage i korstoget. Jagiełło gik med til en forlængelse, fordi han kunne bruge den ekstra tid til egne forberedelser.
Den 3. juli satte de polske og litauiske hære sig i bevægelse, og tirsdag den 15. juli 1410 mødte de fjenden ved landsbyerne Grunwald, Stębark (Tannenberg) og Łodwigowo.
Jagiello rådede over 18.000 ryttere, 11.000 væbnere og 4.000 mand fodfolk, hvortil kom 11.000 litauiske ryttere og fodfolk, 1100 tatarer og henved 6.000 andre.
Von Jungingen rådede over 21.000 tunge ryttere, 6.000 tungt bevæbnet fodfolk og 5.000 oppassere, der også var kamptrænede. Desuden havde Han 100 kanoner mod Jagiełłos 16. Den tyske Orden havde også de bedste feltherrer, ud over von Jungingen var det Friedrich von Wallenrode, Kuno von Lichtenstein, der var en af århundredets bedste sværdkæmpere, og Albrecht von Schwarzenberg. Alle var i fuld rustning, ringbrynjer, modsat polakkernes pladerustninger.
Den tyske Orden var numerisk underlegen, men overlegen i rustning og bevæbning, erfaring og ikke mindst i ledelse.
Fra klokken 5 om morgenen kunne den kæmpemæssige ridderhær ses vente med hvide kapper og sorte kors, men polakkerne lod dem vente og svede, i den efterhånden brændende sol. Op ad dagen angreb polakkerne, og Den tyske Orden led et ødelæggende, forsmædeligt nederlag.
I 1466 erobrede Polen også fæstningen Marienburg og fordrev den tyske ordens riddere til Königsberg.